# 汪汪三劍客
《汪汪三劍客》（西班牙語：D'Artacán y los Tres Mosqueperros）是一部西班牙與日本合製的兒童電視動畫影集，由西班牙工作室BRB Internacional和日本動畫製作，改編自1844年大仲馬的著作《三劍客》。共26集，於1981至82年在日本每日放送首播。該系列中的大多數角色都是狗的擬人化，因此得名。

## 衍生作品
1989年，由西班牙和英國聯合製作了續集《湯恩歸來》，動畫部分由臺灣宏廣代工。
2021年，在原動畫播出將近40年後，CGI電影版《湯恩與劍客汪汪隊》上映。該電影主要由西班牙的團隊製作。

## 外部連結
- 官方網站 （页面存档备份，存于） at BRB International
- 於日本動畫公司的介紹頁面 （页面存档备份，存于） （日語）
- Muskehounds.com （页面存档备份，存于）
- 互联网电影数据库（IMDb）上《汪汪三劍客》的资料（英文）
- Dogtanian.net （页面存档备份，存于）